# Joseph Eliahu Henkin

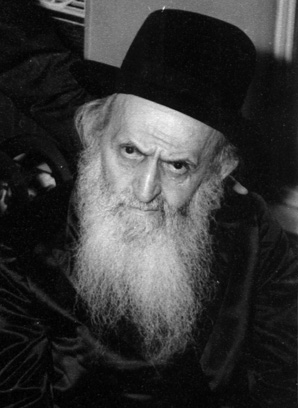
Joseph Eliahu Henkin

Joseph Eliahu Henkin (auch: Yosef Eliyahu Henkin; geb. 30. Januar 1881 in Klimowitschi; gest. 12. August 1973 in Manhattan, New York City, New York) war ein US-amerikanischer orthodoxer Rabbiner.
Er wurde im Russischen Kaiserreich geboren und studierte an der Slutzker Jeschiwa unter Rav Isser Salman Meltzer. Nachdem er in einigen russischen Städten als Rabbiner tätig war, emigrierte er 1922 in die Vereinigten Staaten. Im Jahr 1925 wurde er Direktor der gemeinnützigen jüdischen Hilfsorganisation Ezras Torah und blieb für Ezras Torah bis zu seinem Lebensende tätig. Ezras Torah veröffentlichte einen jährlichen Kalender (Luach) mit allen Synagogen, religiösen Vorgaben, Hinweisen für jeden Tag einschließlich Erklärungen und Unterweisungen. Alle traditionellen nicht-chassidischen Synagogen in Nordamerika folgten den Vorgaben Henkins und seiner Schule. 
1936 erklärte Rav Henkin den 1905 unter Rav Jehoschua Seigel gebildeten New Yorker Eruv für bedenklich bzw. ungültig. Rav Henkin war dann an vielen Eruv-Diskussionen (Manhattan-Eruv) entscheidend beteiligt. 
Rav Henkin war antizionistisch eingestellt und widersprach den Auffassungen des Satmarer Rebben.
Der amerikanische Jurist Louis Henkin war einer von zwei Söhnen.